# Берёза ребристая
Берёза ребри́стая, или берёза жёлтая дальневосто́чная, или берёза жёлтая(лат. Bétula costáta) — вид деревьев рода Берёза (Betula) семейства Берёзовые (Betulaceae).
Названия на других языках: кит. упр. 硕桦, пиньинь shuòhuà, яп. chosen-minebari

## Распространение и экология
В природе ареал вида охватывает Дальний Восток России, Корейский полуостров и северо-восточные районы Китая (провинции Хэбэй, Хэйлунцзян, Гирин, Ляонин, Внутренняя Монголия). На Дальнем Востоке России этот вид берёзы распространён широко, доходя на севере своего ареала до Амура.
Встречается единично в девственных горных лесах, где её численность может доходить до 60 % от общего количества деревьев.
Растёт довольно быстро и к 100 годам достигает 20—23 м высоты и 30—35 см в диаметре, позже рост замедляется. Доживает до 200—250 лет.
В отличие от плосколистной берёзы, обладает значительной теневыносливостью: её сеянцы отлично развиваются под пологом насаждений. Если плосколистная берёза легко заселяет гари и вырубки, то жёлтая напротив при этих условиях исчезает.
Из представленных на Дальнем Востоке самый теплолюбивый вид и более требовательный к влажности почвы и воздуха, но на заболоченных и переувлажнённых местах не растёт. Лучше всего развивается на плодородных (хотя и каменистых), хорошо дренированных и умеренно влажных почвах пологих северных, восточных и западных склонов гор. На юге Приморья поднимается в горы до 1000 м над ур. м., в более северных районах — не выше 600 м; редко встречается и в долинах рек.
По данным Л. В. Любарского и Л. Н. Васильевой на берёзе жёлтой найдены следующие дереворазрушающие грибы: трутовик серно-жёлтый, трутовик ложный, трутовик горбатый, ежовик северный, осиновый гриб, чешуйчатка золотистая.
По некоторым данным, может размножаться черенками (укоренение 44 %). При посеве всходы нужно притенять. Всхожесть семян до 45 %, норма высева 4—5 г на 1 м².

## Ботаническое описание
Стройное дерево высотой до 30 м. Кора блестящая, светло-жёлтая, желтовато-серая или желтовато-коричневая, гладкая или слабо шелушащаяся, расслаивающаяся на тонкие листочки. Побеги в молодости коротко-опушённые. Ветви коричневые, голые, иногда лишь с небольшими смоляными желёзками.
Листья плотные, почти кожистые, яйцевидные или удлинённо-овальные, длиной 5—8 см, шириной 2—4 см, на конце длинно-заострённые, при основании округлые, реже сердцевидные, по краю мелко-двояко-острозубчатые, в молодости с обеих сторон опушённые, взрослые сверху тёмно-зелёные с редким опушением, снизу более светлые, с рассеянными желёзками, по жилкам опушённые, на опушённых черешках длиной 7—15 см.
Тычиночные серёжки в числе трёх, реже от восьми и более. Пестичные серёжки одиночные, короткие, эллипсоидные или округло-яйцевидные, длиной 1,2—1,5 см, диаметром 1—1,2 см, на коротких ножках, прямые или реже слегка наклонённые. Прицветные чешуи деревянистые, широко-черепичато-расположенные, длинно-клиновидные, длиной 6—9 мм, средняя доля ланцетная, длиной 3—4 мм, почти в два раза длиннее боковых, лопатчато-расширенных.
Плод — орешек, длиной 2—2,5 мм, с крылышками в два раза уже орешка. Вес 1000 семян 0,4 г; в 1 г — 2380 семян.
Семена созревают в сентябре — октябре.

## Значение и применение
Древесина имеет большое значение для лесного хозяйства Дальнего Востока благодаря широкому распространению. По физико-механическим свойствам уступает только древесине берёзы Шмидта и пригодна на высокопрочную фанеру и пиломатериалы. Недостаток берёзы ребристой — значительная фаутность (ложное ядро, сердцевинная гниль). В крупномерных экземплярах здоровой обычно бывает лишь периферическая часть ствола.
Может быть рекомендовано для парков как красивое и быстрорастущее дерево.
Поедается изюбрем и косулей. Подрост изредка поедается крупным рогатым скотом. Почки и сережки зимой поедаются рябчиком.

## Классификация

### Таксономия
Вид Берёза ребристая входит в род Берёза (Betula) подсемейства Берёзовые (Betuloideae) семейства Берёзовые (Betulaceae) порядка Букоцветные (Fagales).
|  |                                      |  |                                                             |                                                             |                     |  | ещё 7 семейств (согласно Системе APG II) | ещё 7 семейств (согласно Системе APG II)                   |                                                            |  |  |  | ещё 1—2 рода        | ещё 1—2 рода         |  |  |
|  |                                      |  |                                                             |                                                             |                     |  | ещё 7 семейств (согласно Системе APG II) | ещё 7 семейств (согласно Системе APG II)                   |                                                            |  |  |  | ещё 1—2 рода        | ещё 1—2 рода         |  |  |
|  |                                      |  |                                                             | порядок Букоцветные                                         |                     |  |                                          |                                                            | подсемейство Берёзовые                                     |  |  |  |                     | вид Берёза ребристая |  |  |
|  |                                      |  |                                                             | порядок Букоцветные                                         |                     |  |                                          |                                                            | подсемейство Берёзовые                                     |  |  |  |                     | вид Берёза ребристая |  |  |
|  | отдел Цветковые, или Покрытосеменные |  |                                                             |                                                             | семейство Берёзовые |  |                                          |                                                            | род Берёза                                                 |  |  |  |                     |                      |  |  |
|  | отдел Цветковые, или Покрытосеменные |  |                                                             |                                                             |                     |  |                                          |                                                            |                                                            |  |  |  |                     |                      |  |  |
|  |                                      |  | ещё 44 порядка цветковых растений (согласно Системе APG II) | ещё 44 порядка цветковых растений (согласно Системе APG II) |                     |  |                                          | ещё одно подсемейство, Лещиновые (согласно Системе APG II) | ещё одно подсемейство, Лещиновые (согласно Системе APG II) |  |  |  | ещё более 110 видов |                      |  |  |
|  |                                      |  |                                                             | ещё 44 порядка цветковых растений (согласно Системе APG II) |                     |  |                                          |                                                            | ещё одно подсемейство, Лещиновые (согласно Системе APG II) |  |  |  |                     |                      |  |  |

## Посадки, доступные для осмотра вдендрариях

### Бирюлёвский дендрарийвг. Москве
Берёза жёлтая представлена на маточной площадке 5-го участка.

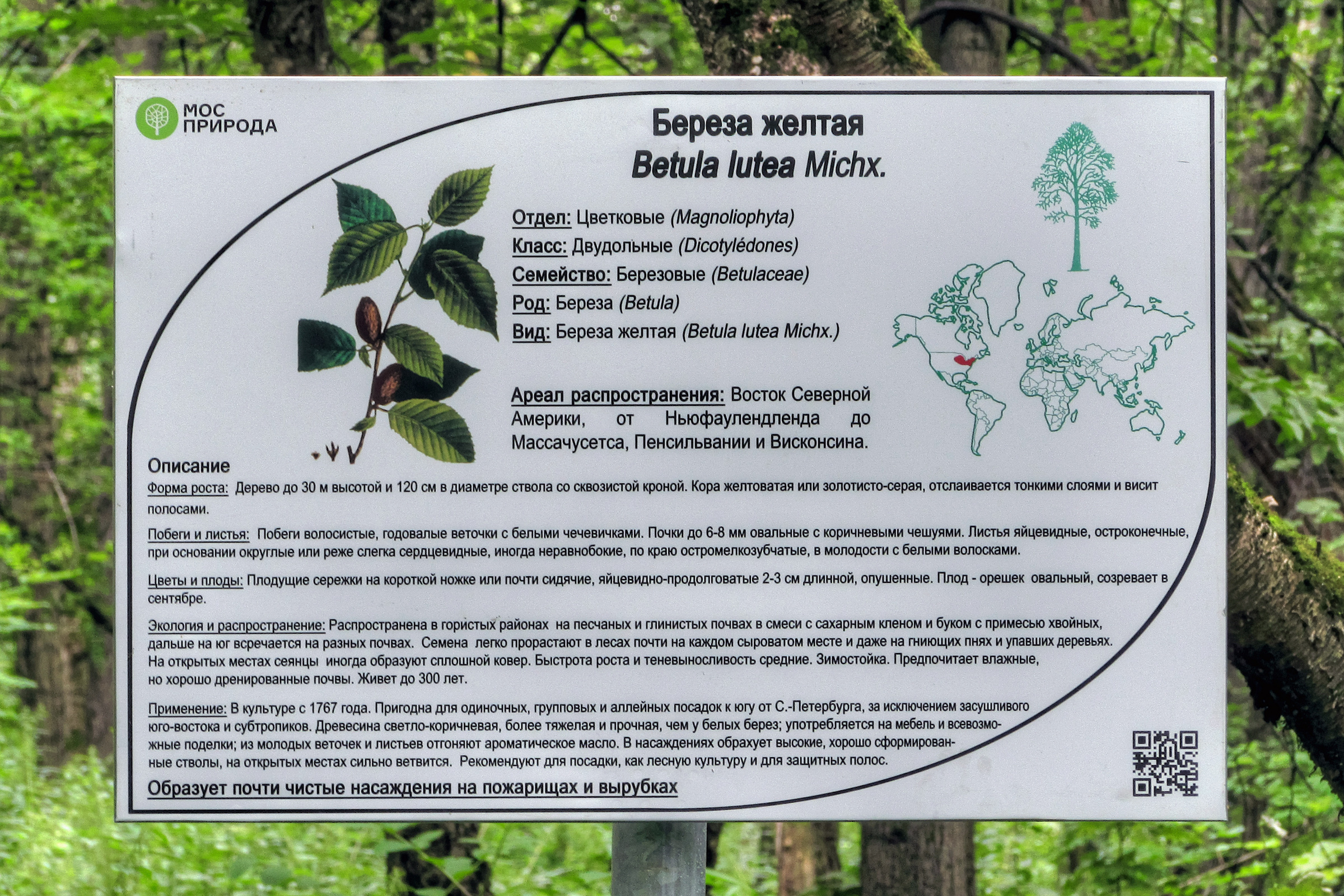
Табличка у маточной площадки в Бирюлёвском дендропарке